# Antoine-Charles Glachant
Antoine-Charles Glachant (* 9. Mai 1771 in Paris; † 9. April 1851 in Versailles) war ein französischer Geiger, Kapellmeister und Komponist.

## Leben
Antoine-Charles Glachant erhielt von seinem Vater Unterricht. Ab 1790 wirkte er als Kapellmeister am Théâtre du Délassement-Comique in Paris. Im Folgejahr 1791 verließ er das Theater enttäuscht. 1792 gab er zunächst seine musikalische Karriere auf und wurde Soldat. Er meldete sich als Freiwilliger für den Feldzug von 1792 nach Belgien. Dort wurde er Hauptmann der dritten Kompanie des Corps des Mille Canoniers de Paris. Danach ließ er sich als Kommandant der Artillerie in Arras nieder. Hier gründete er eine Musikschule. 1823 wurde er Erster Geiger am Théâtre Français in Paris. Hier erreichten seine Kammermusikwerke eine gewisse Popularität. 1828 gründete er in Arras die Philharmonische Gesellschaft Société philharmonique. Diese bestand aus 65 Musikern. 1846 setzte er sich in Versailles zur Ruhe.

## Werke (Auswahl)

### Bühnenwerke
- Pharamond, drame mêlé de chœurs et chants in fünf Akten, Libretto: Philippe-Alexandre-Louis-Pierre Plancher, genannt Aristide Valcour, 1790 Uraufführung am Théâtre du Délassement-Comique in Paris
- L’Homme à la minute, Opéra-comique in zwei Akten, 1790 Uraufführung am Théâtre du Délassement-Comique in Paris
- Les deux dragons,  Opéra-comique in einem Akt, 1796 Uraufführung in Arras
- Le Mannequin vivant ou Le Mari en Bois, Opéra-comique in einem Akt, 1796 Uraufführung in Arras (Autorenschaft zweifelhaft)

### Instrumentalmusik
- 3 Duos für zwei Violinen op. 1, Imbault, Paris OCLC 844278958 (Digitalisat beim IMSLP)
- Symphonie concertante für zwei Violinen und Orchester op. 2, Imbault, Paris OCLC 844279018
- 3 Duos faciles für zwei Flöten op. 3, N. Simrock OCLC 487909651  (Digitalisat beim IMSLP), (Digitalisat der Sibley Music Library der Eastman School of Music der University of Rochester)
- Lise chantait dans la Prairie! Air varié für Violine mit Begleitung von Violine, Bratsche und Bass op. 4, Janet et Cotelle, Paris OCLC 843054316
- 3 Quatuors concertants für zwei Violinen, Bratsche und Bass op. 5
- 3 Grands Trios concertants für zwei Violinen und Bass op.8
- 3 Duos progressifs  für zwei Violinen op. 9, Richault, Paris OCLC 844278968 (Digitalisat beim IMSLP)

### Lieder
- Le bon avis, Romance, Imbault, Paris OCLC 1003144750 (Digitalisat der Fassung für Singstimme und Gitarre bei Gallica)
- Couplets mit Harfen- oder Klavierbegleitung, Text: M.J. Libersalle, Pacini, Paris OCLC 844278953
- Je ne t’aime pas!, Romance, Text: M. Leveque, Janet et Cotelle, Paris OCLC 844278977
- Plaintes d’amour!, Romance, Imbault, Paris OCLC 844278984
- Le Portrait!, Romance,  Imbault, Paris OCLC 844278993
- Rondeau polonaise!, Text: M. Lefort, Imbault, Paris OCLC 844279005
- Le Serment d’amour! ou le nouveau «Je t’aimerai»!, Romance, Text:  M. d’Hermilly, Janet et Cotelle, Paris OCLC 844279011
- Les timides Aveux!, Romance, Imbault, Paris OCLC 844279040